# Eduard Schleich der Ältere

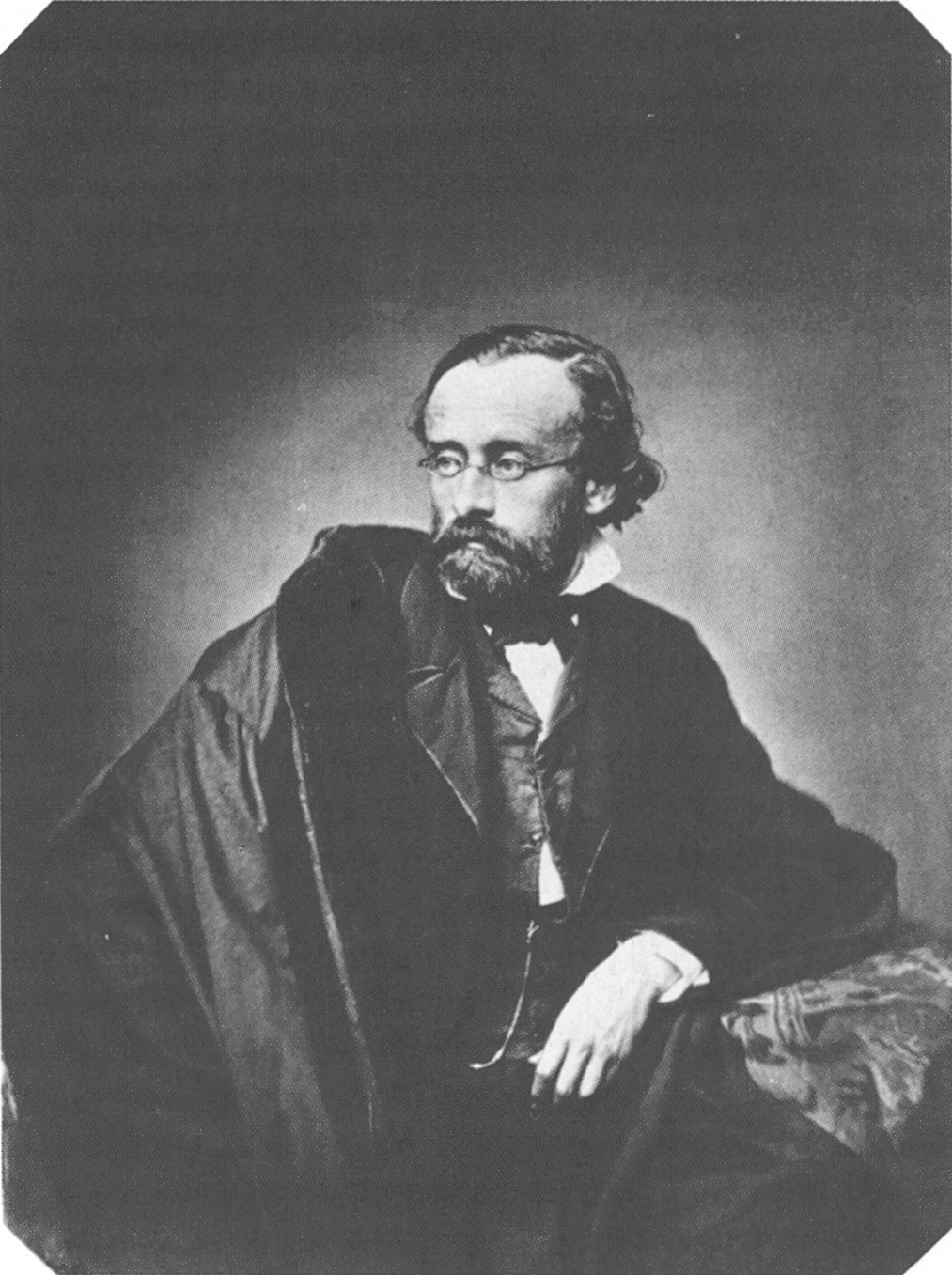
Eduard Schleich ca. 1860

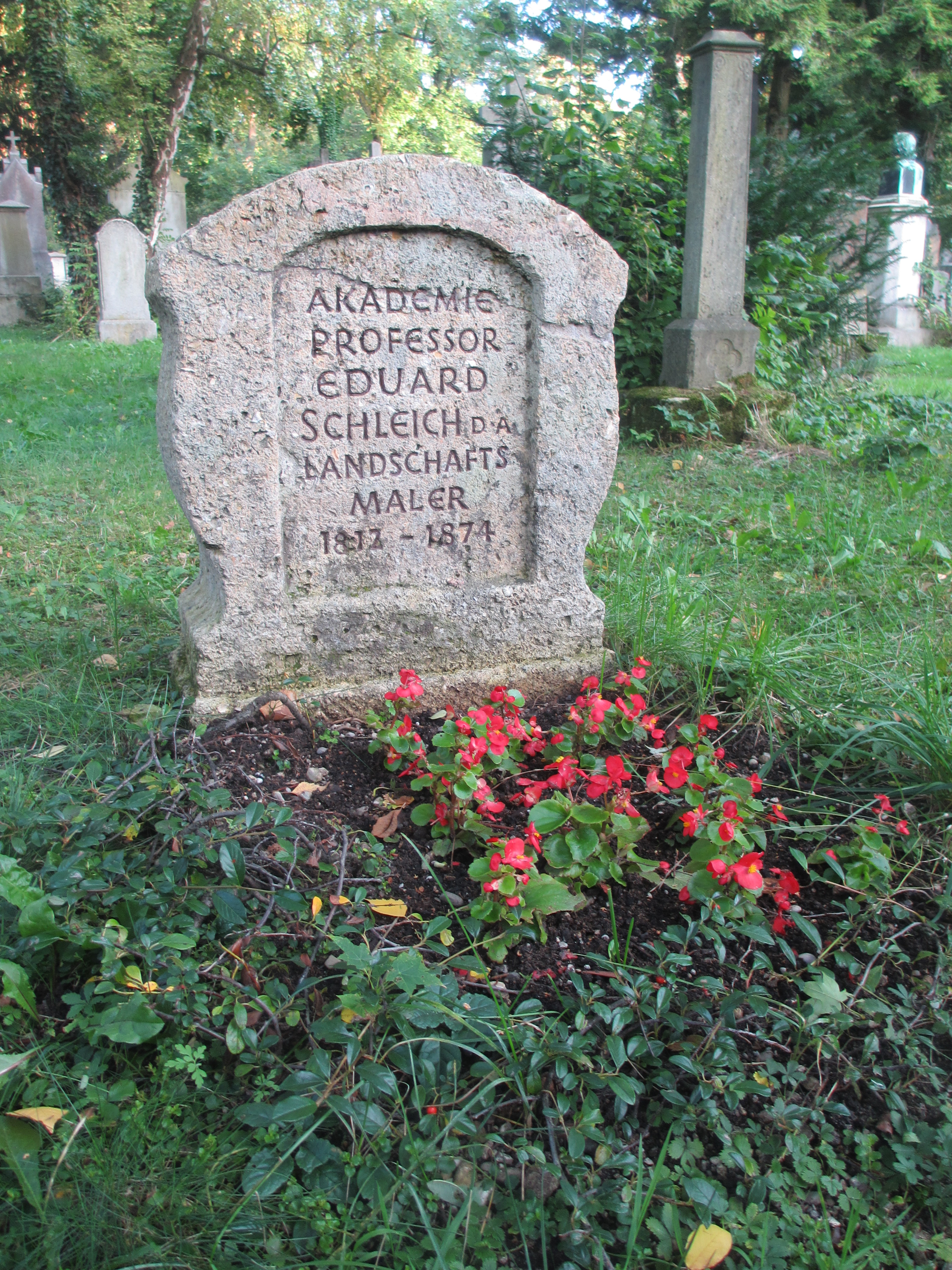
Grab von Eduard Schleich auf dem Alten Südlichen Friedhof in München

Eduard Schleich (* 14. Oktober 1812 in Schloss Haarbach; † 8. Januar 1874 in München) war ein deutscher Maler.

## Leben
Der uneheliche Sohn des Gerichtsrats von Schloss Haarbach kam 1823 nach München, wo er die Kunstakademie besuchen wollte, aber zurückgewiesen wurde, weil man ihn als talentlos ansah. Nun begann er ohne Anleitung Landschaften zu malen, wobei ihm Christian Etzdorf, Christian Morgenstern und Carl Rottmann Vorbilder waren.
Dann bildete er sich nach den niederländischen Meistern, welche einen entscheidenden Einfluss auf die Ausbildung seines malerischen Stils gewannen, der nach einer poetischen Wiedergabe der Stimmung strebte. Reisen durch Deutschland, Frankreich, Italien und Holland erweiterten seinen Gesichtskreis. In seinen ersten Bildern behandelte er noch Motive aus den bayerischen Bergen.
Später entnahm er sie ausschließlich der Ebene und stellte sich die Aufgabe, den Gesamteindruck der Naturszenerie zu geben, das unendlich wechselnde Spiel des von atmosphärischen Vorgängen über die Landschaft ausgegossenen Lichts darzustellen und das landschaftliche Motiv bloß noch als Träger von Licht und Farbenmassen zu behandeln. Dabei genügten ihm die einfachsten Vorwürfe. Die Breite seines Vortrags ging zuletzt in oberflächliche Manier über, und er vollendete nicht selten ein Bild an einem Tag.
1851 unternahm er zusammen mit Carl Ebert, Dietrich Langko und Carl Spitzweg eine Studienreise nach Paris, um sich einerseits von den alten Meistern im Louvre inspirieren zu lassen, andererseits aber die Avantgarde der Malerei kennenzulernen.
Schleich war Professor der Kunstakademie München und Mitglied der Kunstakademie Stockholm und der Akademie der bildenden Künste Wien. Er bildete unter anderem Maler wie Julius Mařák aus. Eine Anzahl seiner Landschaften, die meist einen elegischen oder melancholischen Charakter haben, besitzt die Neue Pinakothek in München. Auf die Richtung der neueren Münchener Landschaftsmaler hatte er einen bestimmenden Einfluss ausgeübt. Er gilt als einer der Vorreiter der Dachauer Künstlerkolonie, wohin es ihn ab den frühen 1840er Jahren immer wieder zog. Er starb an der damals in München grassierenden Cholera.
Sein Sohn Eduard Schleich der Jüngere arbeitete ebenfalls als Landschaftsmaler.

## Grabstätte
Die Grabstätte von Eduard Schleich befindet sich auf dem Alten Südlichen Friedhof in München (Gräberfeld 14 – Reihe 11 – Platz 51) Standort.

## Werke (Auswahl)
- Mondnacht in der Normandie (1858)
- Isaraue bei München (1860)

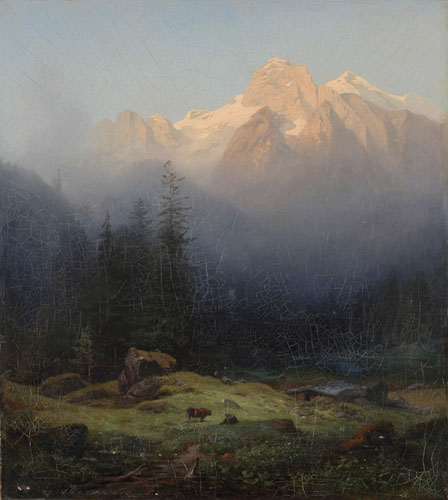
Eduard Schleich d. Ä.: Eine Alpe

- Nebelmorgen am Starnberger See (1860)
- Herrenchiemsee (1871)

## Ausstellungen
Die Gemäldegalerie Dachau stellte 2011/2012 anlässlich seines zweihundertsten Geburtstags sechzig Gemälde Schleichs aus.
Das Heimatmuseum Vilsbiburg (Kröninger Hafnermuseum) zeigte 2012 die Sonderausstellung „...mich adelt die Kunst“ – Leben und Werk des Landschaftsmalers Eduard Schleich d. Ä. (1812–1874).